# Jilemnice (zámek)
Zámek Jilemnice stojí téměř v centru města Jilemnice v ulici Kostelní, přičemž zámecký park pokračuje souběžně s Valdštejnskou ulicí. Je chráněn jako kulturní památka.

## Historie

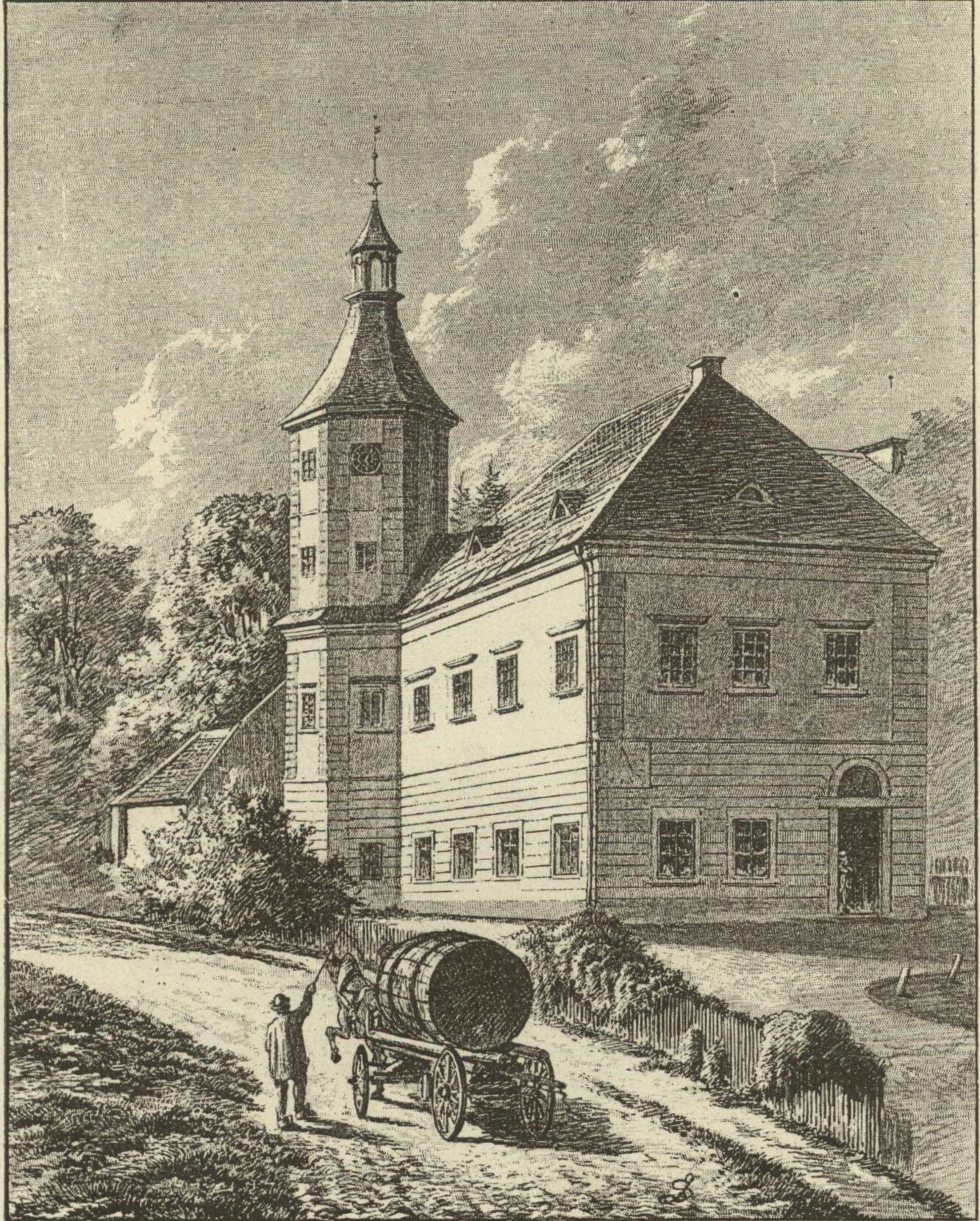
Kresba zámku před přestavbou v letech 1892–1895

Na místě zámku stávala tvrz, kterou zřejmě ve 14. století vystavěli Valdštejnové, poprvé zmiňovaná v roce 1492. V 16. století pak Křinečtí z Ronova nebo páni z Újezdce nechali na jejím místě postavit renesanční zámek. V tomto období se v historických pramenech objevuje souběžně označení tvrz i zámek, proto nemůžeme s určitostí říci, kdy přesně byl vystavěn. Zároveň je možné uvažovat, že tvrz tehdy nebyla zaniklá a zámek vznikl přístavbou další budovy ke tvrzi. Postupnými přestavbami však byly tyto stopy zničeny a proto nemůžeme rekonstruovat původní podobu zámku/tvrze. Asi ve stejné době jako zámek vznikla nedaleko něho kaple sv. Alžběty (označovaná také jako kostel). V blízkosti této kaple byl také hřbitov, který byl výnosy Josefa II. zrušen.
Po požáru v roce 1788 nebyla obnovena a dnes je na jejím místě zahradnický domek. Později zámek zdědili Harantové z Polžic a Bezdružic. V roce 1701 jej zakoupili Harrachové, kteří v roce 1716 zámek přestavěli. Během této přestavby došlo také ke stržení některý částí zámku. Za Harrachů navíc nesloužil jako sídlo majitelů panství. Pozornost mu věnoval až Jan Nepomuk Harrach, jenž nechal v letech 1892–1895 zámek pseudorenesančně přestavět podle návrhů Josefa Pošepného.
Po druhé světové válce byl Harrachům zámek na základě Benešových dekretů zkonfiskován a ve vlastnictví státu je do současnosti. V roce 1945 byl vytvořen rozsáhlý inventář, díky čemuž máme podrobnou představu o vybavení hraběcího bytu. Od roku 1953 v jeho prostorách sídlí Krkonošské muzeum.

## Zámecký park
Základ zámeckého parku se zrodil již v 16. století. Urbář z roku 1688 sděluje, že se do něj vstupuje branou se dvěma místnostmi a třemi malými komorami. Ta později zanikla a o její podobě ani poloze nemáme představu. V polovině 17. století se Kryštof Bohumír Harant zasloužil o nákladné vyzdvižení a rozšíření zahrady, o osázení různými rostlinami, keři i stromy a byly zde umístěny i dva nákladné vodotrysky. O dalších 25 let později nacházíme i okrasnou zahradu, obehnanou zdí, tvarované buxusové stěny, dva letohrádky, hernu, dřevěnou komoru pro koroptve a sluneční hodiny. Dále zahradnický domek a ovocná a zelinářská zahrada rozkládající se nejspíše v místech bývalého zahradnictví, gymnázia a přilehlé části parku.

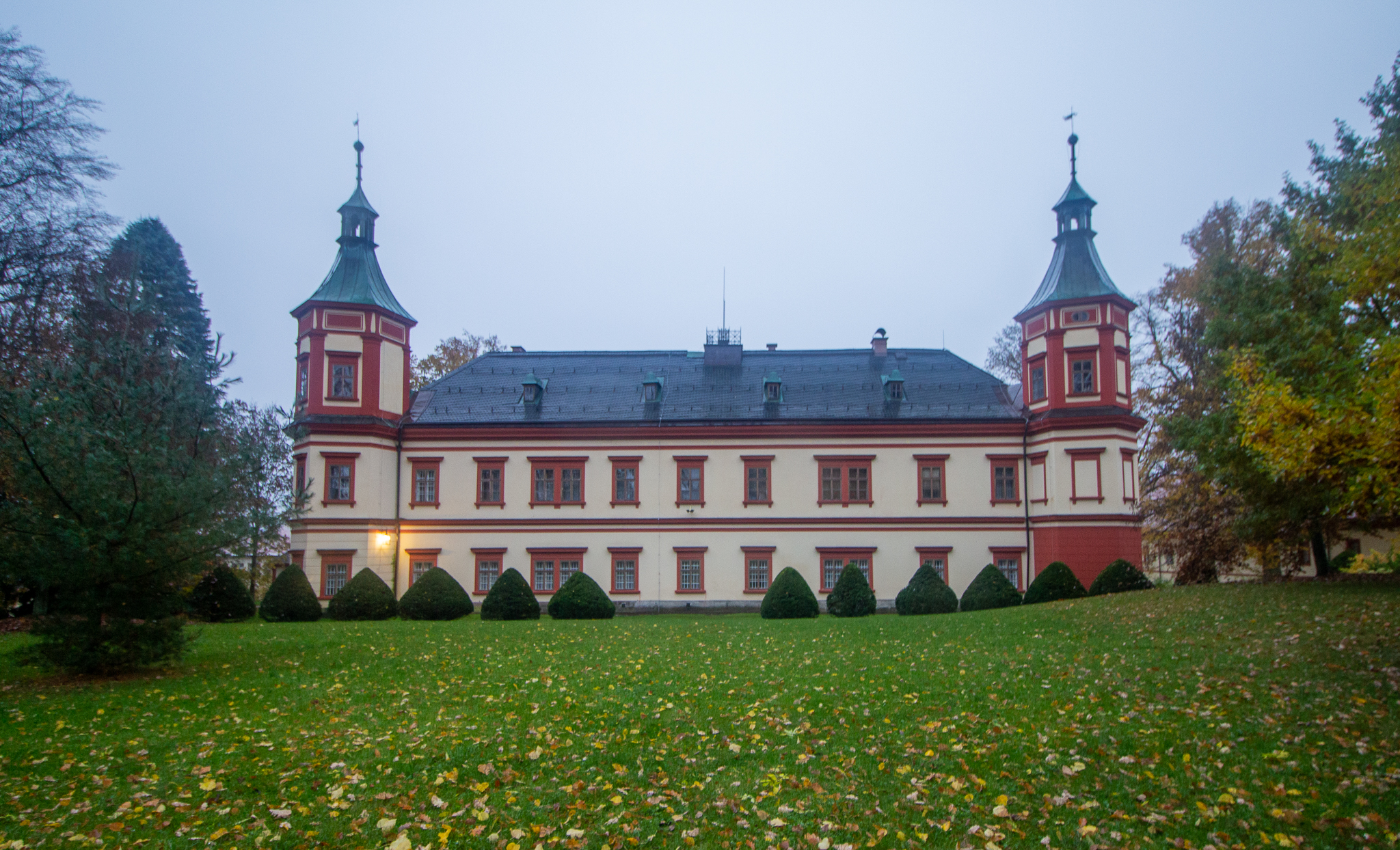
Zámek z parku

Po nástupu rodu Harrachů na jilemnický zámek dochází k redukci náročného parku a po 65 letech již výše zmíněné stavby nenacházíme. Ovšem i tak do konce 19. století park zaujímal plochu jednoho hektaru. V devadesátých letech 19. století byly strženy budovy před zámkem (bednárna, lednice..). Na místě Panské bednárny dnes stojí pomník Františka Pošepného, který se na tomto místě narodil, od sochaře Bohumila Kafky.
Po roce 1945 péče o park upadala a park byl velmi zanedbaný. Necitlivé vybudování přírodního amfiteátru zničilo řadu původních stromů. Z důvodů neúnosného stavu zámeckého parku bylo v sedmdesátých letech rozhodnuto o rekonstrukci. Částečně bylo napraveno necitlivé okolí amfiteátru, cesty opraveny a bylo pečováno i o zeleň. Po této krátké etapě ovšem péče o park ustala a opětovně si jí můžeme všimnout až v devadesátých letech minulého století. Nyní již díky snaze mnoha organizací i osob se park stává místem relaxace a odpočinku.